# 2007 TSUYOSHI NAGABUCHI ARENA TOUR COME ON STAND UP!
『2007 TSUYOSHI NAGABUCHI ARENA TOUR COME ON STAND UP!』は、長渕剛の通算20枚目の映像作品（3枚組DVD）。2008年4月9日にフォーライフミュージックエンタテイメントよりリリースされた。

## 概要
2007年12月8月・9日に国立代々木競技場第一体育館で行われたアリーナツアー「Come on Stand up!」最終公演を収録。
ディスク3には映画監督の深作健太によるツアーノンフィクションムービー「19R」が収録されている。

## チャート成績
2008年4月21日付のオリコン週間ランキングでは週間2位にランクイン。長渕剛のDVDでは2番目に売れた。

## 収録曲
DISC1
1. Come on Stand up!
2. Fighting Boxer
3. くそったれの人生
4. 月がゆれる
5. 鹿児島中央STATION
6. 愛してるのに
7. くちづけ
8. 観覧車
9. いけ!いけ!GO!GO!
10. 鶴になった父ちゃん
11. 明日へ向かって
12. 泣いてチンピラ
13. 愛して
14. レオ
15. He・La-He・La
16. STAY DREAM

DISC2
1. He・La-He・La
2. STAY DREAM
3. 青春 SEI SYuN
4. 神風特攻隊
5. Tomorrow
6. 情熱
7. 勇次
8. HOLD YOUR LAST CHANCE
9. 桜島-SAKURAJIMA-
10. おいで僕のそばに
11. 夕焼けの歌(at Osaka-Jo Hall Sep.30th 2007)（ボーナストラック）

DISC3
1. The making of 19R